# Spargania cumatilis
Spargania cumatilis är en fjärilsart som beskrevs av Augustus Radcliffe Grote och Robinson 1867. Spargania cumatilis ingår i släktet Spargania och familjen mätare. Inga underarter finns listade i Catalogue of Life.